# USS San Juan (CL-54)
Pour les autres navires du même nom, voir USS San Juan.
L'USS San Juan (CL-54) est un croiseur léger de la classe Atlanta construit pour l'US Navy pendant la Seconde Guerre mondiale.
Le quatrième croiseur léger de la classe porte le nom de la plus grande ville et de la capitale du Commonwealth de Porto Rico. Le CL-54 est le deuxième navire de l'US Navy à porter ce nom (le premier étant un chasseur de mines en service lors de la Première Guerre mondiale).
Il est mis sur cale par la Bethlehem Shipbuilding Corporation au chantier naval Fore River de Quincy, près de Boston, dans l'État du Massachusetts (États-Unis) le 15 mai 1940. Il est lancé le 6 septembre 1941 ; parrainé par Mme Margarita Coll de Santori ; et mis en service le 28 février 1942, sous le commandement du capitaine James E. Maher,.

## Historique

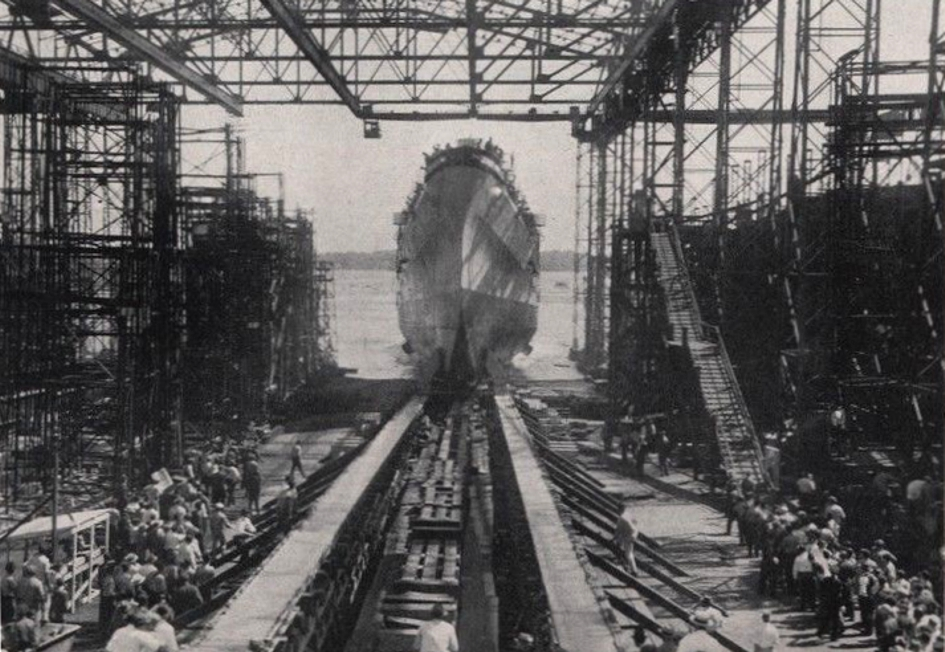
Lancement du San Juan en septembre 1941.

### 1942
Après une croisière de mise en condition opérationnelle dans l'Atlantique, le San Juan quitte Hampton Roads le 5 juin 1942 au sein du Task Group organisé autour du porte-avions Wasp. Il fait brièvement escale à San Diego, quittant la Californie direction les Salomon pour participer à l'opération Watchtower, la première opération amphibie américaine de la guerre,.
Il couvre la mise à terre des troupes américaines à Tulagi et à Guadalcanal. Durant la bataille de l'île de Savo dans la nuit du 8 au 9 août, il patrouille entre Tulagi et Guadalcanal, apercevant la bataille qui vit la destruction de quatre croiseurs alliés. Il se retire le 9 août en couverture des transports qu'il escorte jusqu'à Nouméa.
Il retrouve ensuite le porte-avions Wasp avec lequel il opère pour contrer les attaques japonaises. Il opère pendant plusieurs semaines avec la force opérationnelle entre les Nouvelles-Hébrides et les îles Salomon. À court de carburant, il manque la bataille des Salomon orientales (24-25 août 1942) et son rôle dans cette bataille sera indirect en escortant le porte-avions à Pearl Harbor le 10 septembre 1942. Il quitte Hawaï le 5 octobre, faisant escale à Funafuti où il débarque des canons de 20 mm destinés aux Marines ayant débarqué dans l'archipel des Ellice.

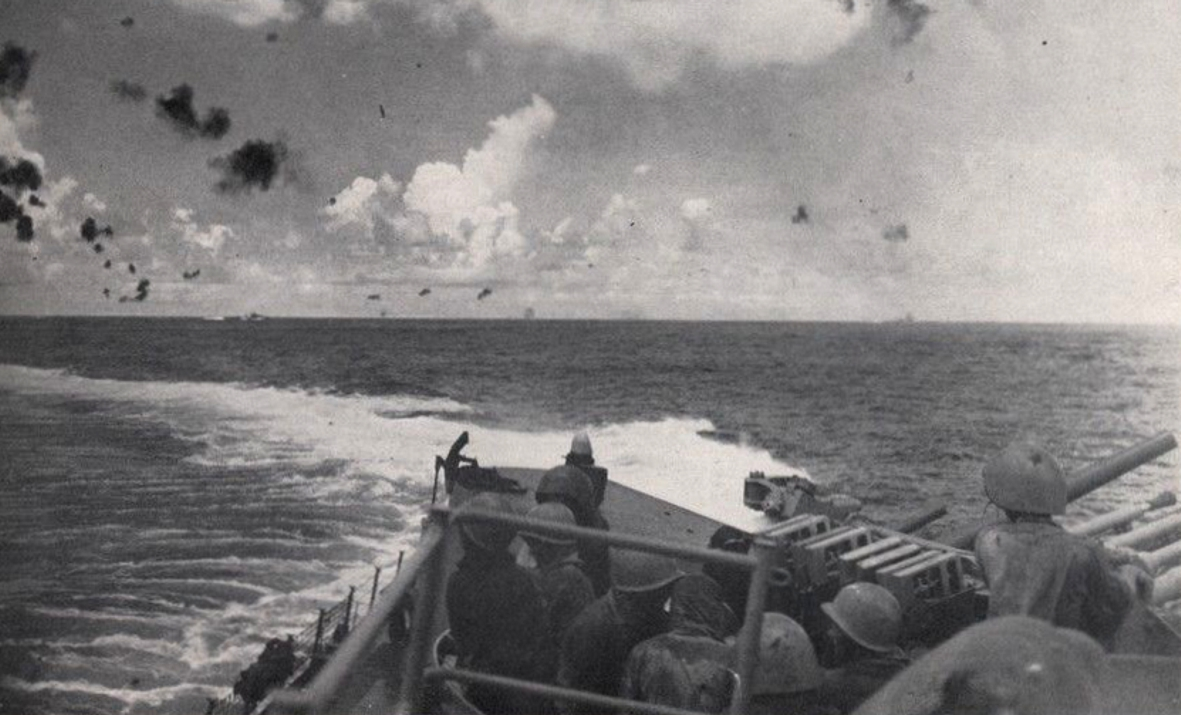
Le San Juan effectuant un virage serré lors de la bataille des îles Santa Cruz le 26 octobre 1942.

Le 16 octobre 1942, au cours d'un raid anti-surface dans les îles Gilbert, le croiseur coule deux patrouilleurs japonais. Les prisonniers japonais sont débarqués à Espiritu Santo et le croiseur rallie le groupe de combat de l'Enterprise le 23 octobre. Il peut donc participer à la bataille des îles Santa Cruz le 26 octobre 1942. Cette bataille aéronavale est indécise mais les américains perdent le Hornet et l'Enterprise est sérieusement endommagé. Durant la bataille, le San Juan est touché par une bombe qui traverse sa poupe de part en part, mais les dégâts sont finalement limités : son gouvernail est endommagé et plusieurs compartiments sont inondés. Il rallie Nouméa avec la Task Force le 30 octobre, puis passe dix jours à Sydney pour être réparé à l'arsenal de Cockatoo. Il est de retour au combat le 24 novembre quand il retrouve le porte-avions Saratoga à Nadi, dans les Fidji.

### 1943
De décembre 1942 à juin 1943, l'USS San Juan est déployé en mer de Corail depuis Nouméa, assurant soit des patrouilles en solitaire ou la protection antiaérienne des porte-avions déployés dans la région. Il participe ainsi le 30 juin 1943 à la couverture de l'opération Cartwheel, l'opération amphibie sur Rendova, couverture assurée par les porte-avions Saratoga et Victorious, les croiseurs légers San Juan et San Diego, les cuirassés Massachusetts, Indiana, North Carolina, Colorado, les porte-avions d'escorte Suwannee, Chenango, Sangamon et 24 destroyers.
À la fin du mois de juillet, la force s'arrête à Nouméa et rejoint les Nouvelles-Hébrides, faisant escale à Port Havannah, Éfaté, puis Espiritu Santo.

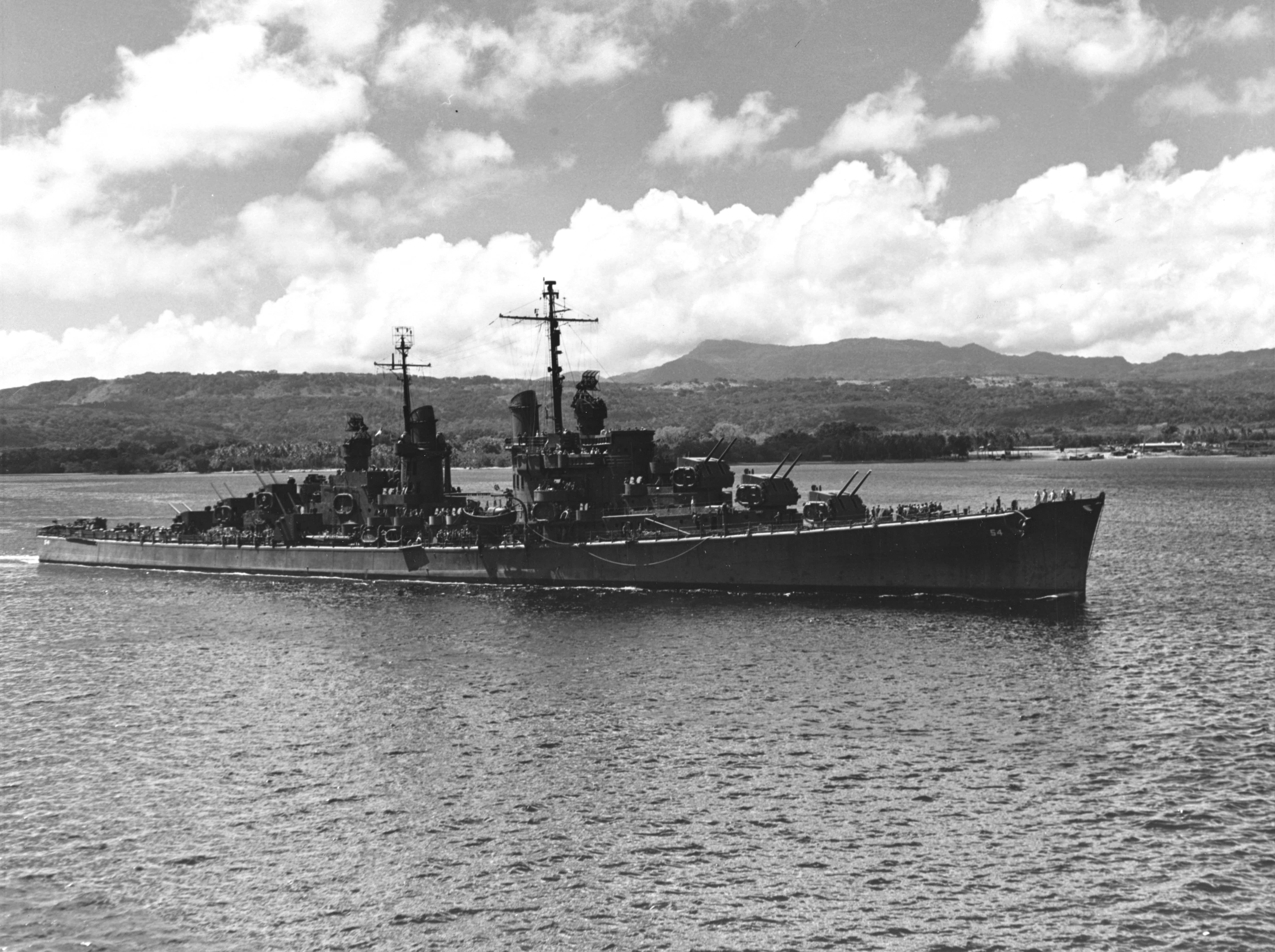
Le San Juan atteignant un port du Pacifique Sud le 30 août 1943.

Le 1er novembre 1943, le croiseur léger assure la protection du Saratoga lors des raids aériens lancés contre Bougainville et Rabaul, raids préparant l'opération Cherry Blossom. Le 5 novembre, il couvre avec son sister-ship San Diego, les porte-avions Saratoga et Princeton lors de leur attaque sur Rabaul. À la mi-novembre, les américains se lancent dans l'opération Galvanic. Les bombardements préliminaires commencent dès le 13 novembre et les Marines sont mis à terre le 20 novembre. Le croiseur léger est engagé dans la région jusqu'au 5 décembre 1943, étant détaché le lendemain pour un carénage à Vallejo, en Californie.

### 1944
Les travaux terminés et les essais réalisés, le San Juan retrouve le Saratoga à Pearl Harbor le 19 janvier 1944, intégrant le TG 58.4 du contre-amiral Samuel Paul Ginder, groupe de combat composé des porte-avions Saratoga, Princeton et Langley, des croiseurs lourds Boston et Baltimore, et du San Juan. Ils participent à l'opération Flintlock, le San Juan assurant également l'escorte des porte-avions Yorktown et Lexington qui attaquent Palaos, Yap et Ulithi les 30 mars et 1er avril. Au mois d'avril, il couvre le nouveau porte-avions Hornet qui couvre et appuie les opérations Reckless et Persecution, deux débarquements amphibies déclenchés en Nouvelle-Guinée, dans la région d'Hollandia le 22 avril 1944. Il participe également à la protection des porte-avions qui attaquent Truk les 29 et 30 avril. Après une période de repos et d'entretien dans les Marshall, le groupe de combat organisé autour du Hornet (TG 58.2) composé également des Bunker Hill, Cabot et Monterey. Le groupe participe à l'opération Forager, l'invasion des Mariannes. Les Japonais montent une contre-attaque qui tourne au désastre avec le 19 juin le « tir aux pigeons des Mariannes » qui voit la destruction de 300 à 400 avions japonais et le lendemain la destruction de trois porte-avions, l'aéronavale japonaise cessant de former une arme constituée. Durant cette opération, il appartient au TG 58.2 composé des porte-avions Bunker Hill, Wasp, Monterey et Cabot ainsi que des croiseurs Santa Fe Mobile et Biloxi. Le 30 juin, le porte-avions Franklin est affecté au groupe de combat.
Il passe le mois de juillet à couvrir les porte-avions engagés dans les Mariannes (attaque de Guam, Palaos et Ulithi) ainsi que des raids sur Iwo et Chichi Jima, dans les Bonins. Rentré à Eniwetok, le croiseur léger quitte l'atoll le 4 août 1944 en compagnie du porte-avions Yorktown pour un carénage à San Francisco.
Les travaux et les essais terminés, le croiseur léger effectue sa remise en condition au large de San Diego et de Pearl Harbor, retrouvant à Ulithi le 21 novembre son groupe de combat, le TG 38.2 du contre-amiral Gerald F. Bogan, composé des porte-avions Lexington, Hancock, Hornet, Independence et Cabot, des cuirassés Iowa, New Jersey, Wisconsin et des croiseurs Pasadena, Astoria, Vincennes et Miami. Au sein de ce groupe, il participe à des frappes contre Formose et Luçon, avant de couvrir les débarquements menés à Mindoro. Il participa à une mission de déception en essayant d'attirer sur lui les avions japonais mais cette manœuvre échoua. Il rentre à Ulithi le 24 décembre 1944.

### 1945

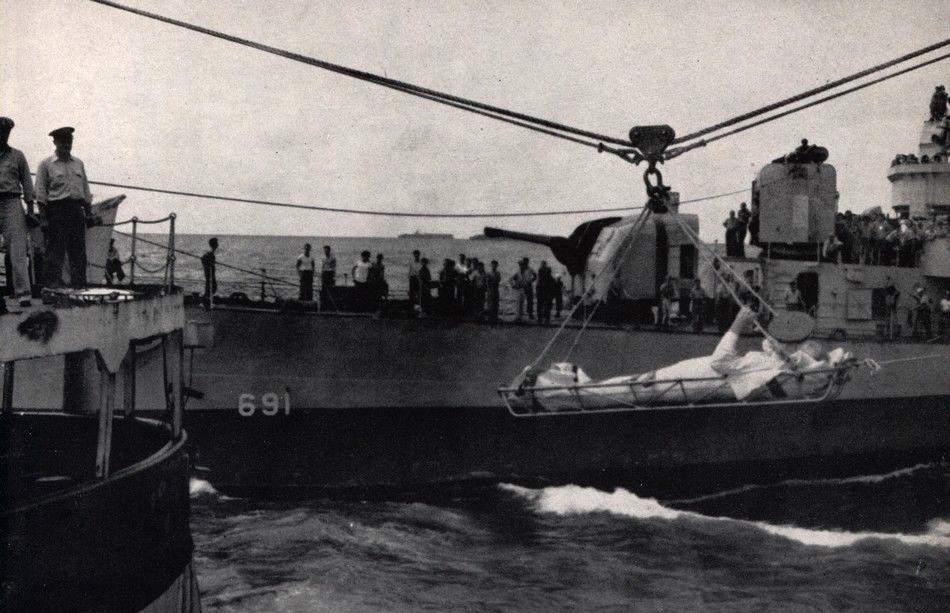
Le destroyer transfère un blessé à bord de l'USS San Juan, vers 1945.

Il reprend la mer six jours plus tard pour protéger les porte-avions qui assurent des frappes contre Formose et Okinawa ainsi que la couverture de l'occupation de l'île de Luçon (3-9 janvier 1945). Du 10 au 20 janvier, il accompagne la Fast Carrier Task Force dans ses raids en mer de Chine méridionale contre Saigon, Cam-Ranh et Hong Kong. Après un ravitaillement à Ulithi, le croiseur léger assure la couverture du TG 58.1 lors de frappes aériennes sur Tokyo pour empêcher la marine et l'aviation japonaise d'envoyer des renforts sur Iwo-Jima où les américains débarquent en février 1945. Il est pour cela accompagné par le Hornet, le Wasp, le Bennington et le Belleau Wood ; les cuirassés Massachusetts et Indiana ainsi que les croiseurs légers Vincennes et Miami. Il rentre à Ulithi le 1er mars pour préparer l'invasion d'Okinawa.
Pour cette opération, il est toujours intégré au TG 58.1. Cette force quitte Ulithi le 22 mars et va opérer au large d'Okinawa jusqu'au 30 avril, le croiseur léger antiaérien couvrant le TG 58.1. Des avions du groupe du San Juan participeront au naufrage du cuirassé géant Yamato. Après neuf jours à Ulithi, le groupe de combat reprit la mer pour attaquer l'archipel japonais. Cette nouvelle phase s'achève le 13 juin lorsqu'il rallie le golfe de Leyte pour entretien, retrouvant son groupe de combat le 1er juillet, le TG 38.4 du contre-amiral Arthur W. Radford composé des porte-avions Yorktown, Shangri-La, Bon Homme Richard, Independence, Cowpens, des cuirassés Iowa, Missouri, Wisconsin, les croiseurs Quincy, Chicago, Boston, Saint Paul et San Juan. Cette nouvelle phase de combat s'achève le 15 août. Le 27, après 59 jours consécutifs à la mer, il entre en baie de Sagami en compagnie de la 3e flotte. Il devient ensuite le navire-amiral d'une force chargée de prendre en charge les prisonniers alliés détenus au Japon. Deux jours plus tard, le 29 août, il entre en baie de Tokyo, débarquant des troupes pour prendre en charge les anciens prisonniers des camps d'Omori et d'Ofuna ainsi que de l'hôpital de Shanagawa qui sont transférés sur les navires-hôpitaux Benevolence et Rescue. Après s'être occupé des camps des régions de Nagoya-Hamamatsu et de Sendai-Kamaishi, le croiseur mouille le 23 septembre auprès du cuirassé Nagato, le dernier cuirassé japonais à flot. Il va y rester jusqu'au 28 octobre, date à laquelle il prend un nouveau mouillage.

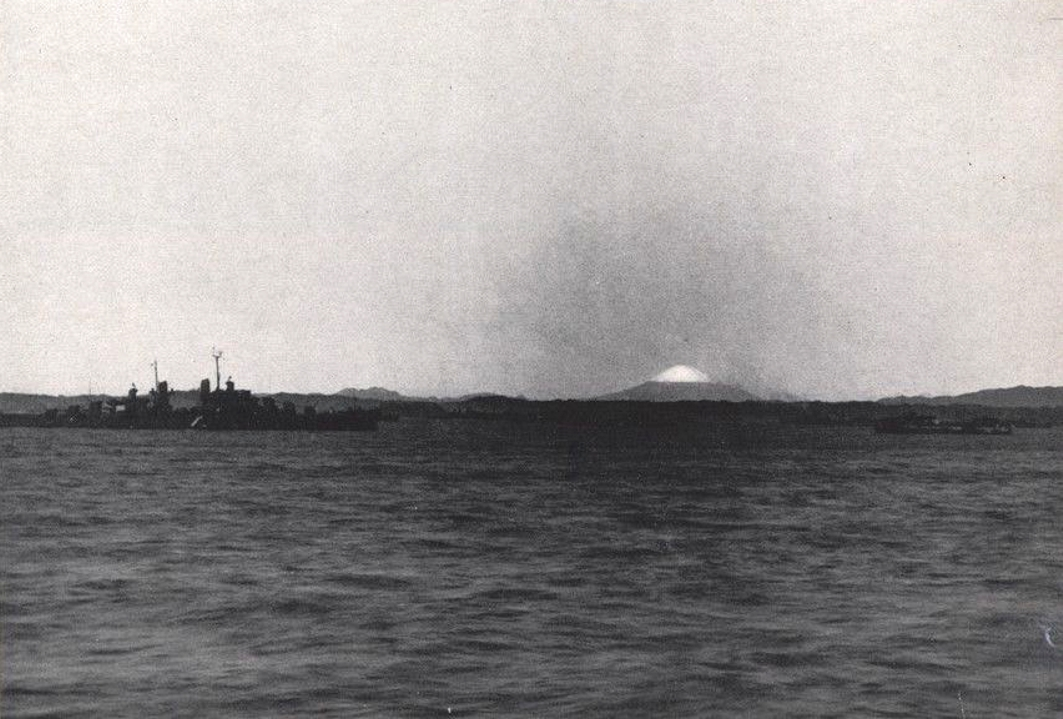
L'USS San Juan à l'ancrage dans la baie de Tokyo en septembre 1945.

L'USS San Juan quitte le Japon le 14 novembre, fait escale à Pearl Harbor puis rallie les États-Unis le 29 novembre. Trois jours plus tard, il appareille pour participer à l'opération Magic Carpet en direction de Nouméa et de Tutuila, rentrant à San Pedro le 9 janvier 1946, avec tout un contingent de soldats.

### Fin de service
Le croiseur léger arrive à Bremerton le 24 janvier 1946. Il y est retiré du service et placé en réserve le 9 novembre 1946. Reclassé CLAA-54 le 28 février 1949, il ne sera jamais réarmé.
Rayé du Naval Vessel Register le 1er mars 1959, il est vendu le 31 octobre 1961 à la National Metal and Steel Corporation installée à Terminal Island, à Los Angeles (Californie) et démoli l'année suivante.

## Décorations
Le San Juan a reçu treize battles stars pour son service pendant la Seconde Guerre mondiale.